# Seán Ó Neachtain
Seán Ó Neachtain este un om politic irlandez, membru al Parlamentului European în perioada 1999-2004 din partea Irlandei.